# 透光云

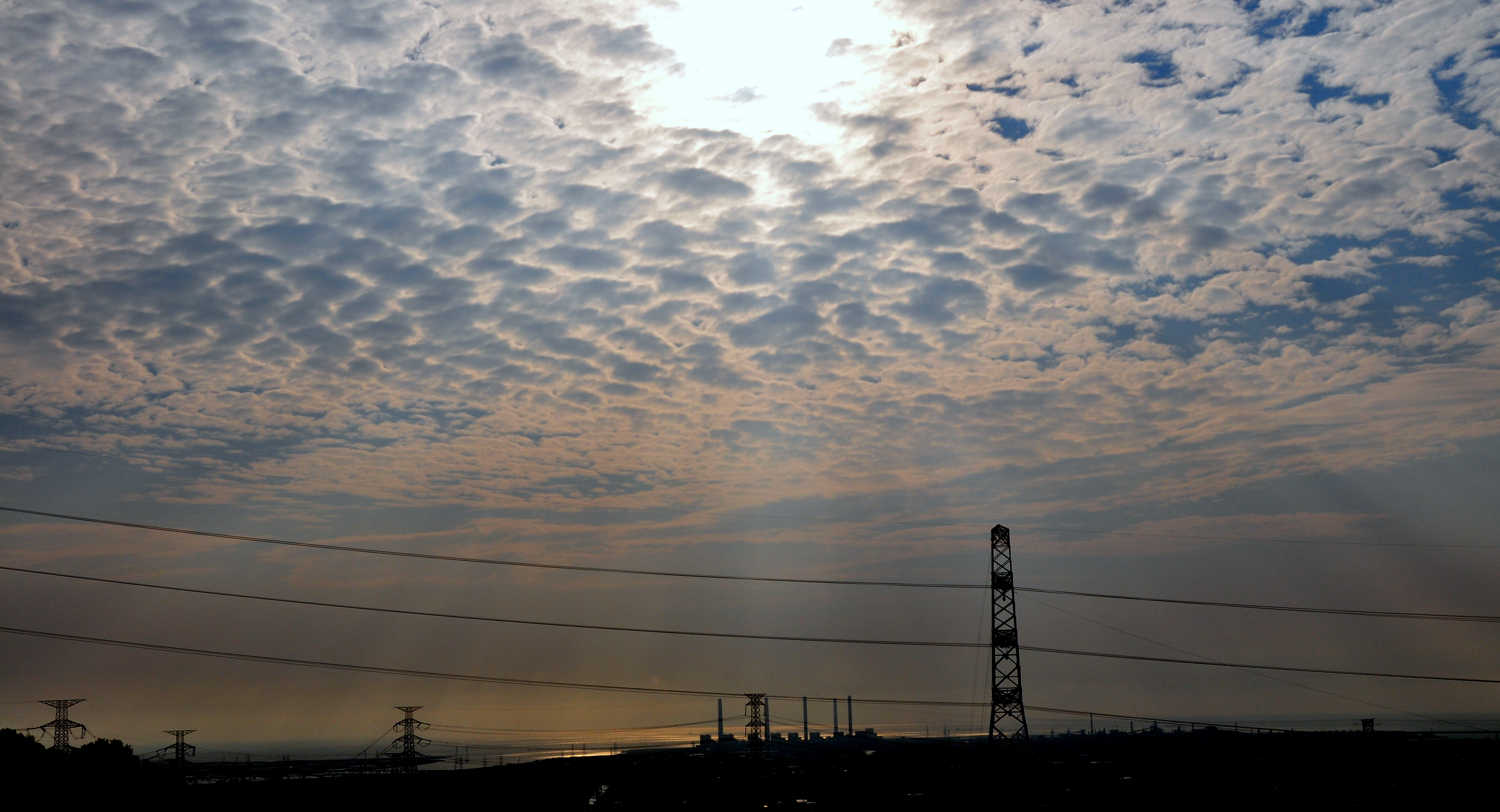
透光高积云

透光云（学名：Translucidus，缩写： tr )，是云的一类变种，指能够透过阳光的且成片分布的云，适用于高积云、高层云、层积云和层云这四类云属。与之相比，蔽光云不能透过阳光，漏光云的阳光仅在云隙可见。透光云与薄幕层云和薄幕卷层云的区别在于，透过透光云看见的日、月轮廓清晰，而后两者不能。

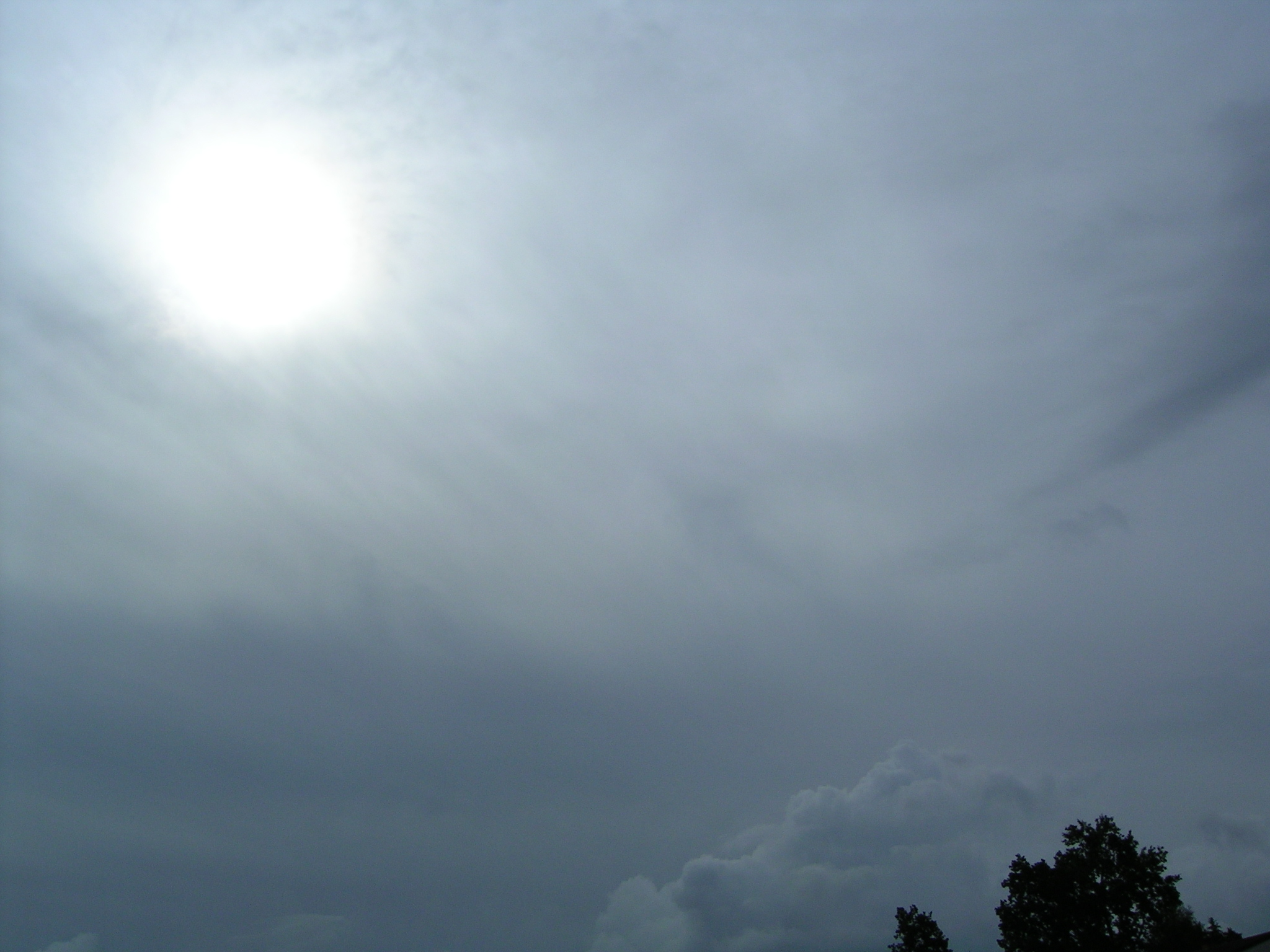
透光高层云

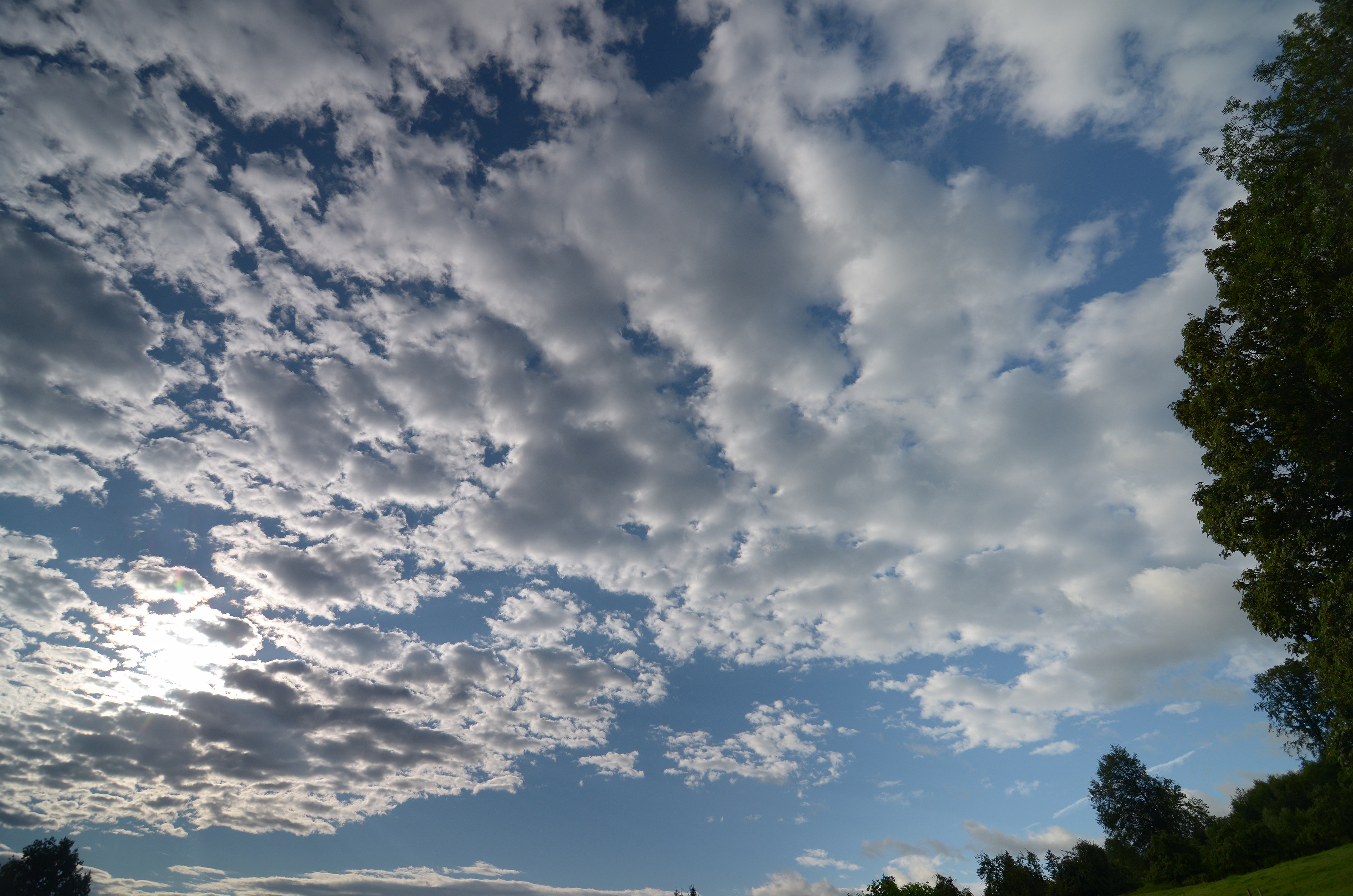
同时具有透光和漏光特性的层积云